# Mallotus macrostachyus
Mallotus macrostachyus är en törelväxtart som först beskrevs av Friedrich Anton Wilhelm Miquel, och fick sitt nu gällande namn av Johannes Müller Argoviensis. Mallotus macrostachyus ingår i släktet Mallotus och familjen törelväxter. Inga underarter finns listade i Catalogue of Life.